# Mistrzostwa Polski w Skokach Narciarskich 1988
63. Mistrzostwa Polski w Skokach Narciarskich – zawody o mistrzostwo Polski w skokach narciarskich, które odbyły się w dniach 5-8 marca 1988 roku na Średniej i Wielkiej Krokwi w Zakopanem.
W konkursie indywidualnym na skoczni normalnej zwyciężył Jan Kowal, srebrny medal zdobył Zbigniew Klimowski, a brązowy – Piotr Fijas. Na dużym obiekcie najlepszy okazał się Fijas przed Kowalem i Klimowskim.
Konkurs drużynowy na dużej skoczni wygrał zespół WKS Zakopane w składzie: Andrzej Gawlak, Jarosław Mądry, Zbigniew Klimowski i Jan Kowal.

## Wyniki

### Konkurs indywidualny na dużej skoczni (05.03.1988)
| Miejsce | Zawodnik           | Klub                   | Skok 1 | Skok 2 | Punkty |
| ------- | ------------------ | ---------------------- | ------ | ------ | ------ |
| 1.      | Piotr Fijas        | BBTS Bielsko-Biała     | 106,5  | 105,5  | 189,0  |
| 2.      | Jan Kowal          | WKS Zakopane           | 101,5  | 106,0  | 182,2  |
| 3.      | Zbigniew Klimowski | WKS Zakopane           | 108,0  | 94,0   | 174,5  |
| 4.      | Robert Witke       | Śnieżka Karpacz        | 100,0  | 90,0   | 143,7  |
| 5.      | Tadeusz Fijas      | Olimpia Goleszów       | 101,5  | 79,0   | 129,4  |
| 6.      | Andrzej Malik      | LKS Skryczne Szczyrk   | 91,5   | 86,5   | 127,4  |
| 7.      | Bogdan Papierz     | Wisła-Gwardia Zakopane | 90,5   | 85,5   | 124,1  |
| 8.      | Ryszard Guńka      | Wisła-Gwardia Zakopane | 91,5   | 79,5   | 117,6  |

W konkursie wzięło udział 30 zawodników.

### Konkurs indywidualny na normalnej skoczni (07.03.1988)
| Miejsce | Zawodnik           | Klub                   | Skok 1 | Skok 2 | Punkty |
| ------- | ------------------ | ---------------------- | ------ | ------ | ------ |
| 1.      | Jan Kowal          | WKS Zakopane           | 78,5   | 82,5   | 230,5  |
| 2.      | Zbigniew Klimowski | WKS Zakopane           | 89,5   | 75,0   | 219,6  |
| 3.      | Piotr Fijas        | BBTS Bielsko-Biała     | 80,5   | 75,0   | 219,2  |
| 4.      | Stanisław Ustupski | Wisła-Gwardia Zakopane | 75,5   | 73,5   | 204,3  |
| 5.      | Bogdan Papierz     | Wisła-Gwardia Zakopane | 71,5   | 73,0   | 196,6  |
| 6.      | Tadeusz Bafia      | Wisła-Gwardia Zakopane | 73,5   | 70,0   | 196,0  |
| 7.      | Ryszard Guńka      | Wisła-Gwardia Zakopane | 72,5   | 67,5   | 188,9  |
| 8.      | Tadeusz Fijas      | Olimpia Goleszów       | 70,5   | 79,0   | 187,1  |

W konkursie wzięło udział 54 zawodników.

### Konkurs drużynowy na dużej skoczni (08.03.1988)
| Miejsce | Klub                      | Zawodnik                | Nota zespołu |
| ------- | ------------------------- | ----------------------- | ------------ |
| 1.      | WKS Zakopane              | Andrzej Gawlak          | 534,9        |
| 1.      | WKS Zakopane              | Jarosław Mądry          | 534,9        |
| 1.      | WKS Zakopane              | Zbigniew Klimowski      | 534,9        |
| 1.      | WKS Zakopane              | Jan Kowal               | 534,9        |
| 2.      | Wisła-Gwardia Zakopane I  | Janusz Duda             | 414,4        |
| 2.      | Wisła-Gwardia Zakopane I  | Tadeusz Bafia           | 414,4        |
| 2.      | Wisła-Gwardia Zakopane I  | Bogdan Papierz          | 414,4        |
| 2.      | Wisła-Gwardia Zakopane I  | Ryszard Guńka           | 414,4        |
| 3.      | BBTS Bielsko-Biała        | Jarosław Kargul         | 361,0        |
| 3.      | BBTS Bielsko-Biała        | Sławomir Socała         | 361,0        |
| 3.      | BBTS Bielsko-Biała        | Adam Leksander          | 361,0        |
| 3.      | BBTS Bielsko-Biała        | Piotr Fijas             | 361,0        |
| 4.      | LKS Skrzyczne Szczyrk     | Wacław Przybyła         | 331,4        |
| 4.      | LKS Skrzyczne Szczyrk     | Zbigniew Malik          | 331,4        |
| 4.      | LKS Skrzyczne Szczyrk     | Zenon Węgrzynkiewicz    | 331,4        |
| 4.      | LKS Skrzyczne Szczyrk     | Andrzej Malik           | 331,4        |
| 5.      | Wisła-Gwardia Zakopane II | Kazimierz Nędza         | 264,0        |
| 5.      | Wisła-Gwardia Zakopane II | Roman Groński           | 264,0        |
| 5.      | Wisła-Gwardia Zakopane II | Edward Tylka            | 264,0        |
| 6.      | Olimpia Goleszów          | Tadeusz Duława          | 202,7        |
| 6.      | Olimpia Goleszów          | Józef Pluskota          | 202,7        |
| 6.      | Olimpia Goleszów          | Tadeusz Fijas           | 202,7        |
| 6.      | Olimpia Goleszów          | Jan Łoniewski           | 202,7        |
| 7.      | LKS Skrzyczne Szczyrk II  | Zdzisław Waluś          | 170,5        |
| 7.      | LKS Skrzyczne Szczyrk II  | Marek Tucznio           | 170,5        |
| 7.      | LKS Skrzyczne Szczyrk II  | Alojzy Moskal           | 170,5        |
| 7.      | LKS Skrzyczne Szczyrk II  | Jarosław Węgrzynkiewicz | 170,5        |
| 8.      | Start Zakopane            | Władysław Bukowski      | 163,6        |
| 8.      | Start Zakopane            | Maciej Słodyczka        | 163,6        |
| 8.      | Start Zakopane            | Janusz Nowak            | 163,6        |
| 8.      | Start Zakopane            | Stanisław Długopolski   | 163,6        |

W konkursie wzięło udział 9 zespołów.